# Petrus Pavius
Petrus Pavius (sinonímia Peter Pauw, Pieter Paaw, Peter Peacock, Petrus Pavonius, Petrus Pauwius; (nasceu em 2 de agosto de 1564 em Amesterdã e morreu em 1 de agosto de 1617 em Leida), foi um médico e botânico holandês.

## Vida
Foi discípulo de Girolamo Fabrizio e primeiro Professor de Anatomia da Universidade de Leida, onde mandou erigir em 1593-1594 um dos mais antigos anfiteatros de anatomia permanentes da Europa, o Teatro de Anatomia de Leida. O botânico holandês Herman Boerhaave dedicou em sua homenagem o gênero vegetal denominado Pavia.
Era filho de Pieter Pauw e de sua esposa Gertrud Spiegel. Recebeu os primeiros conceitos de Medicina em Leida (onde se matriculou em 2 de Novembro de 1581) e Amersfoort, partindo depois para Paris para melhorar seus conhecimentos.
Em Leida teve como professores Johannes Heurnius, Gerardus Bontius e Rembert Dodoens. Em Paris, estudou no Collège de France, tendo como professores Johannes Faber (1540-1622), Ludovicus Duretus (1527−1586) e Jean Duret (1563−1629). Ele estudou também na Universidade de Orléans.
Depois, de algum tempo viajou pela Dinamarca, e estudou na Universidade de Rostock, onde graduou-se como Doutor em Medicina em 1587, tendo como professor Heinrich Brucæus. Algum tempo depois, visitou a Itália, onde frequentou na Universidade de Pádua, as aulas do botânico Antonio Cortusi (1513-1603) e Girolamo Fabrizio.
Devido à doença de seu pai foi obrigado a retornar à sua terra natal, onde em 9 de Fevereiro de 1589 foi nomeado Professor de Medicina extraordinário, como assistente de seu mentor Gerard Bontius, e sendo eleito em 10 de Maio 1592 Professor Catedrático de Ciências Médicas da Universidade de Leida, cargo esse que exerceu até a sua morte, aos 54 anos.
Em Leida passou a maior parte da sua vida, dividindo com Bontius suas atividades como botânico e do qual ganhou a supervisão do Jardim Botânico de Leida em 10 de Outubro de 1598, sendo ele um dos seus fundadores.
Em 9 de Maio de 1593 casou-se com Maria, filha de Jan van Hout, secretário de Leida. Tornou-se Reitor da Universidade de Leida para os mandatos de 1601-1602, 1606-1607 e 1614-1615.
Em sua obra prima Primitiæ anatomicæ de humani corporis ossibus (1615), ele descreve os ossos da mão (carpo), do sino frontal e dos maxilares.

## Obras

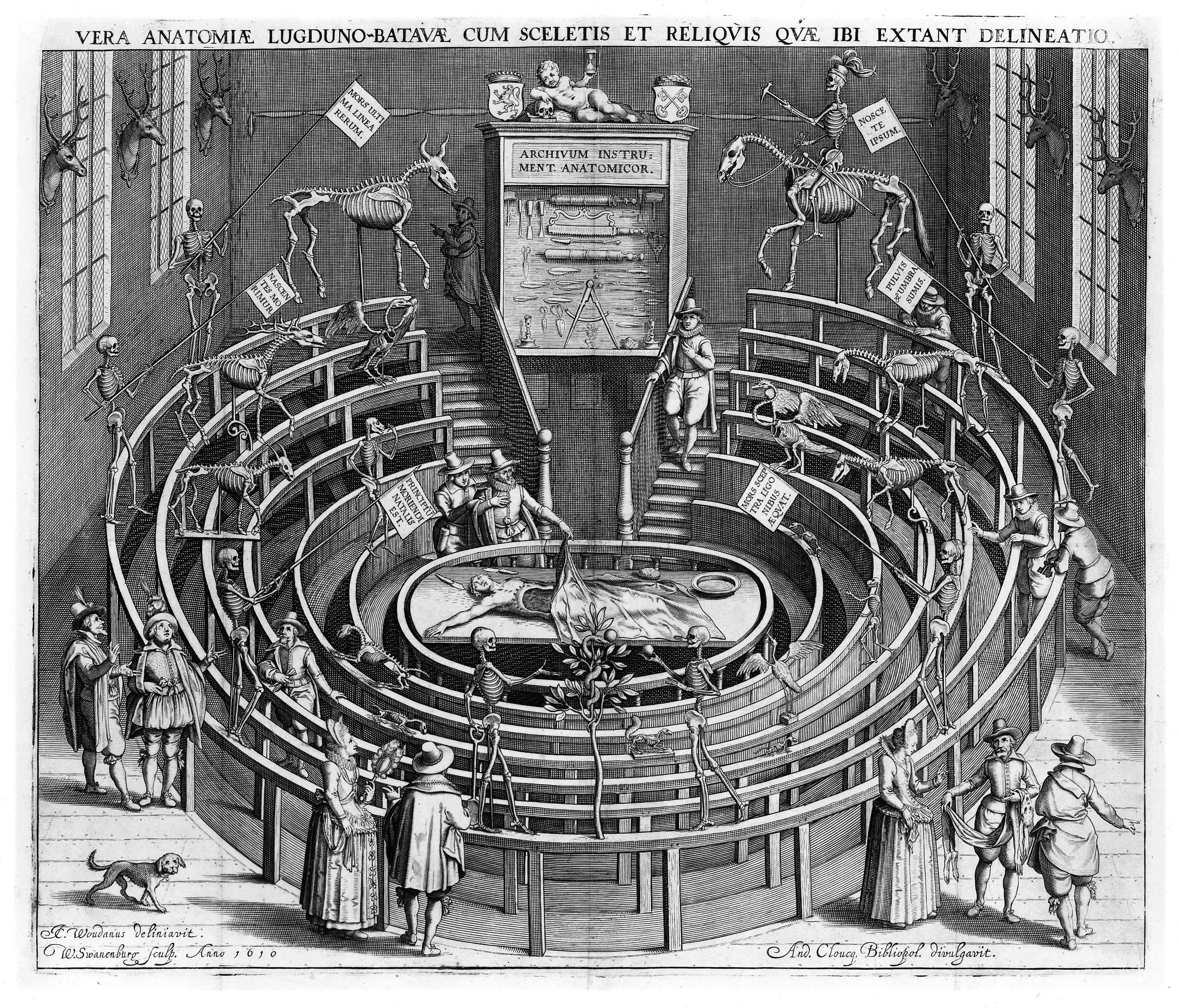
Teatro de Anatomia, Leida (1610)

- Tractatus de Exercitiis, Lacticiniis, et Bellariis, Rostock
- Notæ in Galenum, de cibis boni e mali succi, Rostock
- Hortus publicus Academiæ Lugduno-Batavæ, ejus Ichnographia, descriptio, usus, &c., Lugd. Bat, 1601
- Primitiæ Anatomicæ de humani corporis Ossibus, 1615
- Succenturiatus Anatomicus, continens Commentaria in Hippocratem de Capitis Vulneribus, Additæ sunt Annotationes in aliquot Capita Libri octavi C. Celsi, 1616.
- Notæ et Commentarii in Epitomem Anatomicum Andreæ Vesalii, 1616.
- De Valvula Intestini Epistolæ duæ, Oppenheim, 1619. Esta obra foi lançada após sua morte junto com a primeira centúria das Epístolas de Fabricius Hildanus (1560-1634).
- De Peste Tractatus, cum Henrici Florentii additamentis, Lug. Bat. 1636
- Anatomicæ Observationes selectiores, 1657, inserida nas terceiras e quartas centúrias das histórias anatômicas e médicas de Thomas Bartholin.
- Methodus Anathomica.